# Frode Grodås
Frode Grodås (Hornindal, 24 oktober 1964) is een voormalig profvoetballer uit Noorwegen, die speelde als doelman gedurende zijn carrière. Hij speelde clubvoetbal in Noorwegen, Engeland, Duitsland en Spanje. Hij beëindigde zijn loopbaan in 2003 bij de Noorse club Hønefoss BK.

## Interlandcarrière
Frode Grodås kwam in totaal vijftig keer uit voor de nationale ploeg van Noorwegen in de periode 1991–2002. Onder leiding van bondscoach Egil Olsen maakte hij zijn debuut op 30 oktober 1991 in de EK-kwalificatiewedstrijd tegen Hongarije (0-0). Grodås nam drie jaar later met zijn vaderland deel aan het WK voetbal 1994 in de Verenigde Staten, als tweede keuze achter Erik Thorstvedt, maar kwam hij niet in actie. Vier jaar later was dat wel het geval, bij het WK voetbal 1998, waar de Noren in de achtste finales werden uitgeschakeld door Italië en Grodås in alle vier duels de aanvoerdersband droeg.

## Erelijst
Lillestrøm SK
- Noors landskampioen

1989
 Chelsea
- FA Cup

1997
 Schalke 04
- DFB Pokal

2001, 2002